# خاساویورت

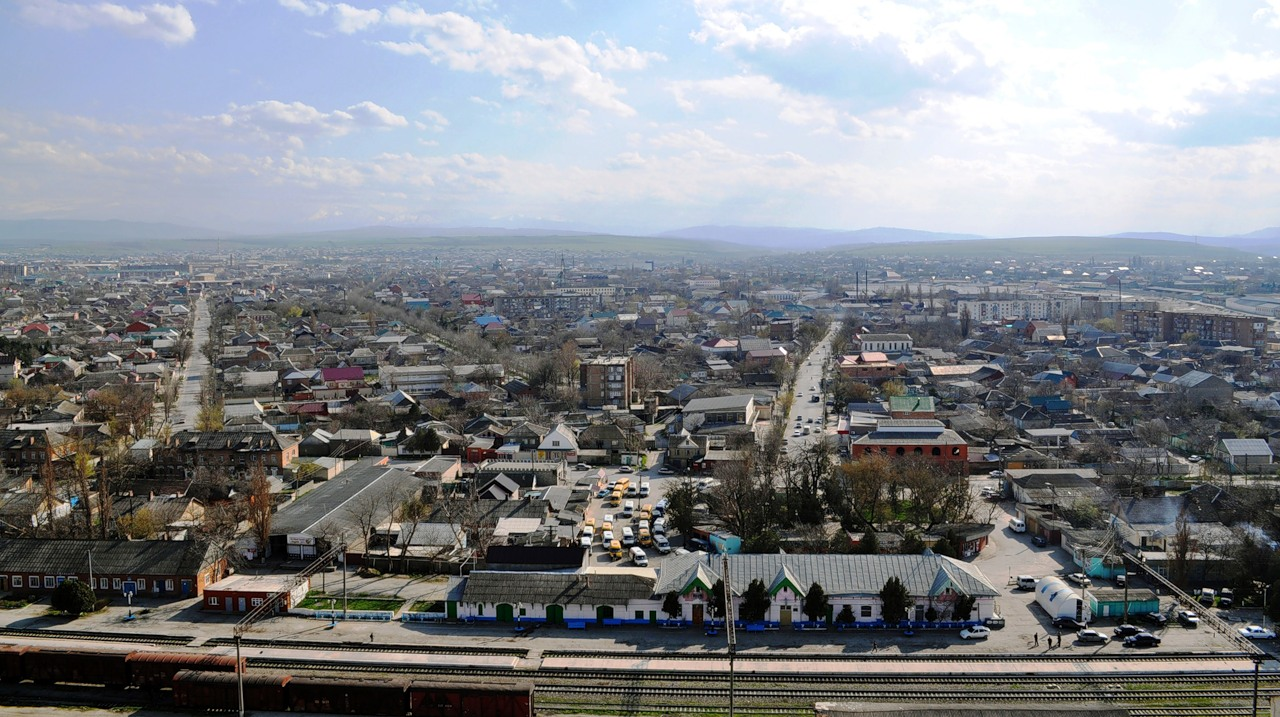
نمای شهر خاساویورت

شهر خاسافیورت (به روسی: Хасавюрт) در کشور روسیه و در جمهوری داغستان واقع شده‌است.